# Joseph von Rotteck
Joseph Ferdinand von Rotteck (* 11. November 1806 in Freiburg im Breisgau, Großherzogtum Baden; † 12. Dezember 1884 ebenda) war ein deutscher Politiker. Er war von 1833 bis 1839 und von 1848 bis 1849 Bürgermeister von Freiburg.

## Leben
Joseph von Rotteck war der Sohn von Joseph von Rotteck senior, Neffe von Karl von Rotteck und Cousin von Karl von Rotteck junior. Als die badische Regierung 1833 die Wahl seines Onkels Karl zum Bürgermeister Freiburgs nicht bestätigte und der Stadt beim Beharren auf den Wahlausgang gravierende politische und wirtschaftliche Konsequenzen androhte, empfahl der Gewählte, seinen Neffen für das Amt des Bürgermeisters.
Für Ludwig Börne war diese Nachwahl ein „Possenstück“, denn nach einem kurzen „Heldenfieber“ wählten die Freiburger „aus lauter Dankbarkeit, dass ihnen Karl von Rotteck Konflikte mit der Regierung erspart den farblosen und angepassten Neffen Joseph. Die Regierung war das wohl zufrieden und froh, dass sie so wohlfeil wegkam“.
Im Jahre 1839 wählten die Bürger als Nachfolger Rottecks den konservativen Friedrich Wagner zum Bürgermeister. Während der Badischen Revolution trat Wagner am 7. März 1848 zurück. Seine Nachfolge trat am 28. März wieder Joseph von Rotteck an, der als gemäßigter Liberaler galt. Beim Heckeraufstand während der Belagerung Freiburgs durch Regierungstruppen am 23. April überbrachte er als Bürgermeister den in der Stadt verschanzten Republikanern das Ultimatum des Großherzoglichen Generalstabs und bat vergeblich um eine positive Antwort. Von nun an galt Joseph als wankelmütiger Demokrat.
Als am 29. Januar 1849 sein Vetter Karl von Rotteck in Freiburg einen radikalen republikanischen Volksverein gründete, rief Joseph von Rotteck mit anderen konstitutionellen Liberalen am 18. Februar zur Gründungsversammlung eines fürstentreuen Vaterländischen Vereins auf. Anschließend lieferten sich Joseph und Karl einen erbitterten Propagandakrieg um die zukünftige Staatsform.
Als die Revolution sich republikanisch radikalisierte, ordnete der Rechtsanwalt und zum Zivil- und Militärkommissar ernannte Karl Friedrich Heunisch im Mai 1849 Joseph von Rottecks Verhaftung an. Der trat am 20. Mai zurück und floh in die Schweiz. Am 31. Mai 1849 wählten die verbliebenen Republikaner Alexander Buisson mit 731 von 749 Stimmen zum Nachfolger von Rottecks.
Nach der Einnahme Freiburgs durch preußische Truppen wieder als Bürgermeister eingesetzt, dankte Joseph von Rotteck dem Kartätschenprinzen, dem preußischen Kronprinzen Wilhelm, für die Niederschlagung des „ebenso verbrecherischen wie in seinen Folgen unheilvollen Aufstandes“.
Später Oberamtsrat in Emmendingen, gehörte er von 1869 bis 1870 als Abgeordneter des Wahlkreises Breisach der Zweiten Kammer der Badischen Ständeversammlung an.